# 4026 Біт
4026 Біт (4026 Beet) — астероїд головного поясу, відкритий 30 січня 1982 року.
Тіссеранів параметр щодо Юпітера — 3,488.